# Creobroter urbana
Creobroter urbana es una especie de mantis de la familia Hymenopodidae.

## Distribución geográfica
Se encuentra en la India, Birmania, Vietnam, China, Sumatra, Java, Borneo y Filipinas.